# Bécs tiszteletbeli polgárainak listája
A Bécs tiszteletbeli polgára (németül: Bürger ehrenhalber der Stadt Wien vagy Bürger der Stadt Wien) cím a Bécs díszpolgára cím után a második legrangosabb kitüntetés, melyet Bécs városa kiemelkedő személyek részére adományoz. A tiszteletbeli polgárok egy „Polgároklevelet” (Bürgerurkunde) kapnak.

## Bécs tiszteletbeli polgárai
Bécs tiszteletbeli polgára címmel a következő személyeket tüntették ki (zárójelben a kitüntetés időpontja) :

### 1919–1933

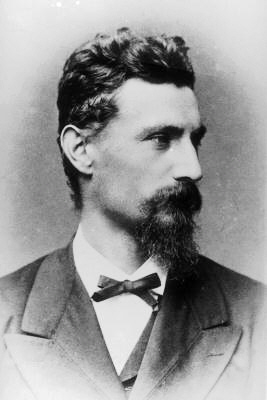
Johann Palisa 1921-ben lett tiszteletbeli polgár

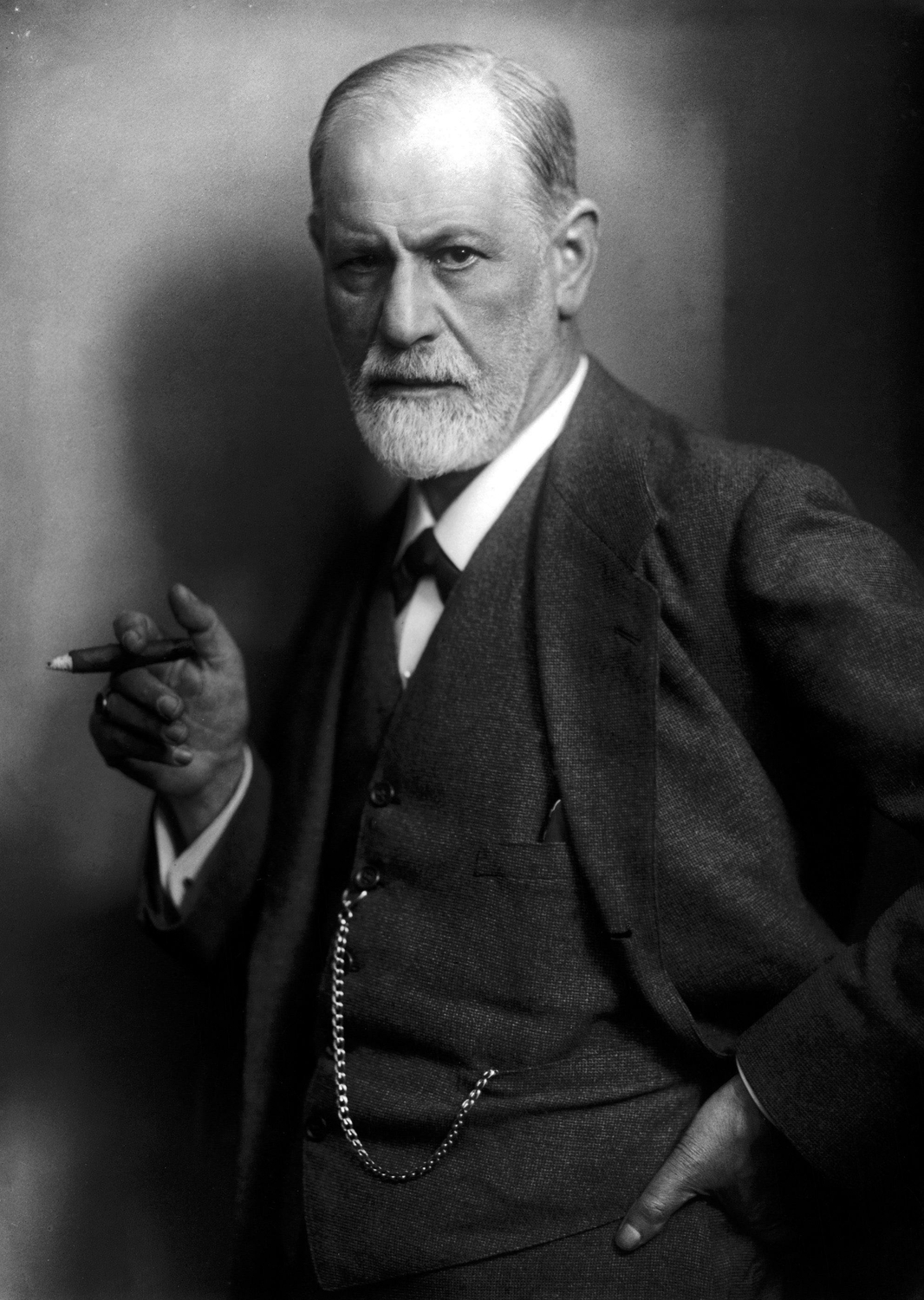
Sigmund Freudot 1924-ben tüntették ki

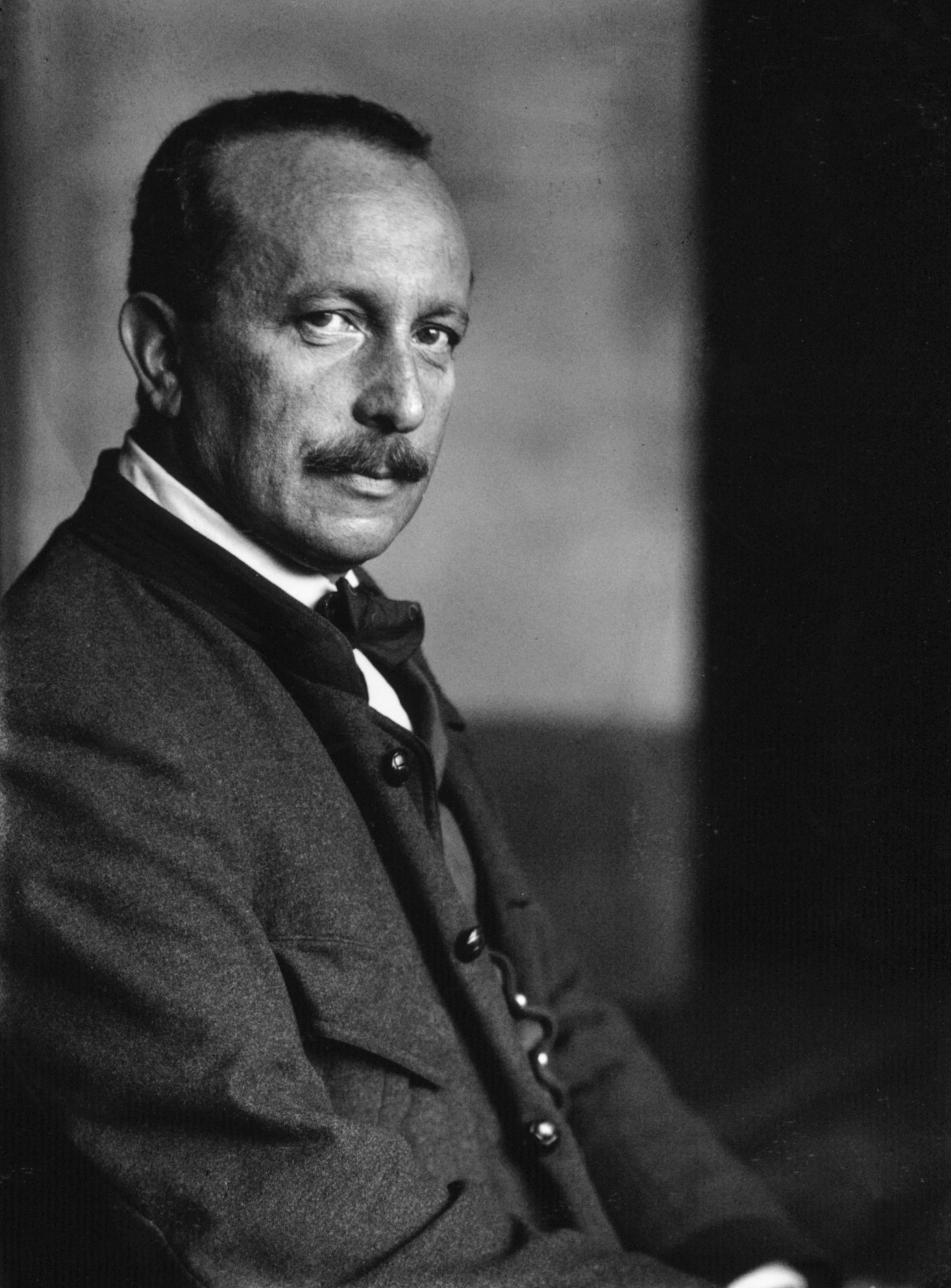
Felix Salten 1930-ban lett tiszteletbeli polgár

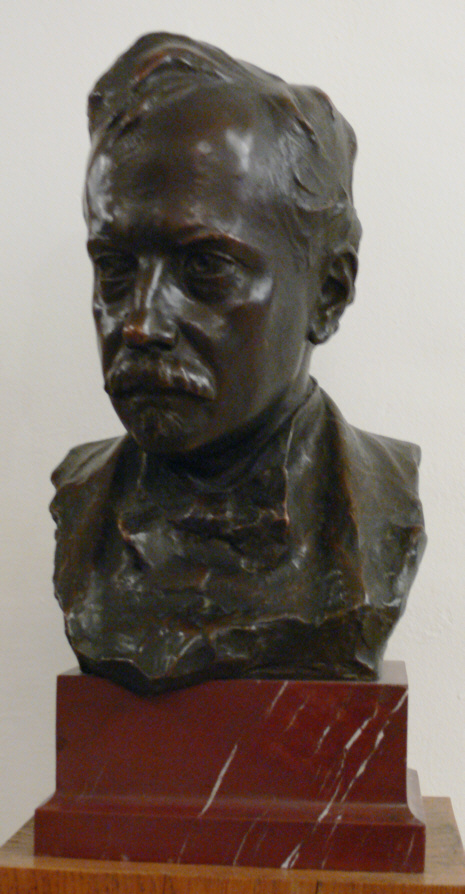
Michael Haberlandt 1930-ban lett kitüntetve

- Georg Philp (1919. április 3.), községi tanácsos
- Heinrich Schmid (1919. április 3.), városi tanácsos
- Hans Arnold Schwer (1919. április 3.), városi tanácsos
- Johann Knoll (1919. április 3.), városi tanácsos
- Hans Schneider (1919. április 15.), városi tanácsos
- Gustav Hillinger (1919). június 11.), Városi Számviteli Hivatal igazgatója
- Wilhelm Exner (1920. április 20.), egykori birodalmi képviselő, a Kereskedelmi Kamara elnöke
- Carl Michael Ziehrer (1920. július 9.), zeneszerző
- Karl Kantner (1921. március 4.), tűzoltóparancsnok
- Johann Palisa (1921. március 4.), csillagász
- Ernst Fuchs (1921. június 23.), a Bécsi Szemészeti Klinika igazgatója
- Edmund von Hellmer (1921. szeptember 30.), szobrász
- Ludwig Basch (1921. december 2.), főszerkesztő
- Max Devrient (1921. december 16.), színész
- Anton Kreutzer (1922. január 20.), községi tanácsos
- Ferdinand Leißner (1922. január 20.), kerületi tanácsos
- Anton Amon (1922. április 7.), színész
- Anton Hlavaček (1922. május 12.), festőművész
- Alfred Grünfeld (1922. június 16.), zongorista és zeneszerző
- Lazar Rosefeld (1922. július 11.), rendőrorvos
- Josef Fuhrmann (1922. július 26.), tűzoltóparancsnok
- Karl Baumgartner (1922. október 10.), színész
- Karl Streitmann (1922. október 20.), operetténekes
- Adam Müller-Guttenbrunn (1922. november 17.), író
- Alois Rohrauer (1922. november 17.), az „Osztrák Természetbarátok” (Naturfreunde Österreich) tiszteletbeli elnöke
- Josef Obrist (1923. március 6.), Munkás Énekkarok Szövetségének vezetője
- Viktor Keldorfer (1923. április 13.), karvezető
- Viktor Kutschera (1923. április 13.), színész
- augusztuse Wilbrandt-Baudius (1923. május 29.), színésznő
- Arnold Rosé (1923. november 8.), a Bécsi Filharmonikusok koncertmestere
- Rudolf Tyrolt (1923. december 22.), színész
- Robert Gersuny (1924. január 25.), orvos
- Sigmund Freud (1924. április 22.), neurológus, a pszichoanalitikus iskola megalapítója
- Anton David (1924. május 30.), könyvkiadó
- Eduard Zetsche (1924. december 23.), festőművész
- Karl Zewy (1925. április 24.), festőművész
- Ludwig Wutschel (1925. szeptember 18.), községi tanácsos
- Georg Reimers (1925. október 9.), színész
- Heinrich Schoof (1925. október 16.), a Munkás Énekkar mentora
- Karl Führich (1925. november 20.), zeneszerző
- Gustav Schäfer (1925. december 23.), községi tanácsos
- Friedrich Becke (1926. január 29.), mineralógus
- Edmund Melcher (1926. február 26.), városi főépítész
- Karl Ornstein (1926. május 7.), ügyvéd
- Laurenz Widholz (1926. május 7.), a Nemzeti Tanács (Nationalrat) képviselője
- Raimund Körbler (1926. szeptember 10.), községi tanácsos
- Martin Spörr (1926. november 26.), karmester
- Wenzel Jellinek (1926. december 15.), az egészségbiztosító elnöke
- Wilhelm Kienzl (1926. december 27.), zeneszerző
- Alexander Demetrius Goltz (1927. február 11.), festő
- Karl Schönherr (1927. március 4.), író
- Julius Wagner-Jauregg (1927. május 27.), neurológus
- Josef Meder (1927. június 28.), az Albertina igazgatója
- Hans Temple (1927. június 28.), festő
- Eusebius Mandyczewski (1927. augusztus 2.), zeneszerző
- Edmund Eysler (1927. október 7.), zeneszerző
- William Unger (1927. október 7.), rézkarcoló
- Albert Sever (1927. november 18.), Alsó-Ausztria egykori kormányzója
- Albert Heine (1928. február 24.), színész
- Karl Glossy (1928. március 9.), irodalomtörténész, a Városi Gyűjtemények (Städtische Sammlungen) igazgatója
- Hedwig Bleibtreu (1928. október 19.), színésznő
- Anna Kallina (1928. október 19.), színésznő
- Rosa Mayreder (1928. október 19.), írónő és a nőjogi aktivista
- Willy Thaller (1928. október 19.), színész
- Karl Zeska (1928. október 19.), színész
- Johann Kremenezky (1929. február 8.), iparos, cionista
- Karl Stiaßny (1929. február 8.), ügyvéd
- Marianne Hainisch (1929. április 12.), az Osztrák Nőmozgalom megalapítója
- Richard Waldemar (1929. május 31.), színész
- Babette Devrient-Reinhold (1929. november 22.), színésznő
- Josef Redlich (1930. január 31.), jogász és politikus
- Rudolf Beer (1930. március 14.), színházigazgató
- Emil Ertl (1930. március 14.), író
- Eduard Jordan (1930. március 14.), iskolaigazgató
- Felix Salten (1930. március 14.), író
- Franz Schalk (1930. március 14.), az Állami Opera igazgatója
- Georg Stern (1930. március 14.), a Länderbank vezetőtanácsának tagja
- Richard Wettstein (1930. március 14.), botanikus
- Max Winter (1930. március 14.), alpolgármester
- Oskar Lehner (1930. április 25.), a Hotel Imperial igazgatója
- Alfred Adler (1930. július 11.), pszichiáter
- Michael Haberlandt (1930. október 3.), néprajzkutató
- Hugo Darnaut (1930. december 5.), festő
- Josef Hoffmann (1930. december 23.), építész és dizájner
- Emil von Sauer (1930. december 23.), zongorista
- Ernst Arndt (1931. március 13.), színész
- Viktor Zwilling (1931. március 15.), a „Humanitas” gyermekmenhely igazgatója
- Josef Jaksch (1931. március 20.), a Schubertbund férfikórus elnöke
- Michael Hackl (1931. április 21.), városi tanácsos
- Otto Treßler (1931. május 8.), színész
- Rudolf von Larisch (1931. július 10.), nyomdász, írástervező, grafikus
- Carl Moll (1931. július 10.), festő
- Helene Richter (1931. július 10.), írónő
- Anton Hueber (1931. október 7.), szociáldemokrata politikus
- Anton Eiselsberg (1932. január 26.), sebész
- Markus Hajek (1932. február 19.), gégész orvos
- Carl von Noorden (1932. február 19.), belgyógyászprofesszor
- Josef Reiter (1932. február 19.), zeneszerző
- Hans Wancura (1932. február 19.), bankár („Schelhammer & Schattera”)
- Adolf Menzel (1932. május 10.), jogász
- Hans Horst Meyer (1932. június 3.), gyógyszerész
- Rudolf Slatin (1932. június 7.), Afrika-kutató
- Wilhelm Johann Holczabek (1932. július 1.), író
- Carl Lafite (1932. október 2.), zeneszerző
- Franz Cizek (1932. november 23.), festő és művészetpedagógus
- Arnold Durig (1932. november 23.), fiziológus
- Leopold Happisch (1933. március 31.), az Osztrák Természetbarátok bécsi szervezetének alapítója
- Oswald Redlich (1933. július 14.), történész
- Heinrich Glücksmann (1933. november 3.), újságíró és költő

### 1946 óta

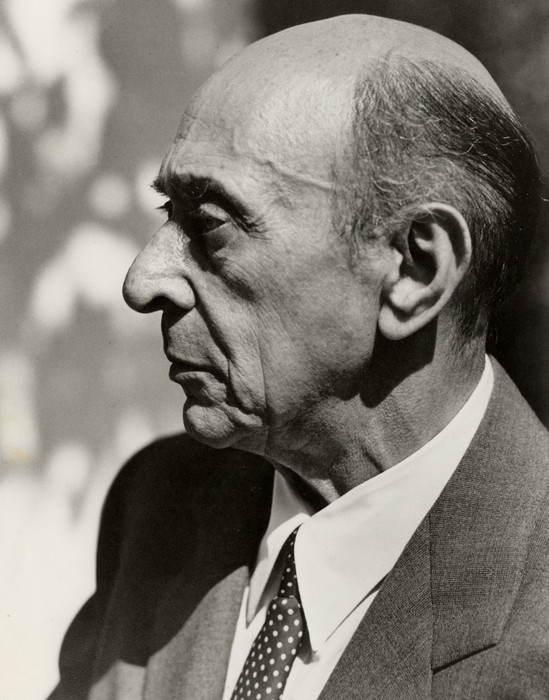
Arnold Schoenberg 1949-ben kapott Polgároklevelet

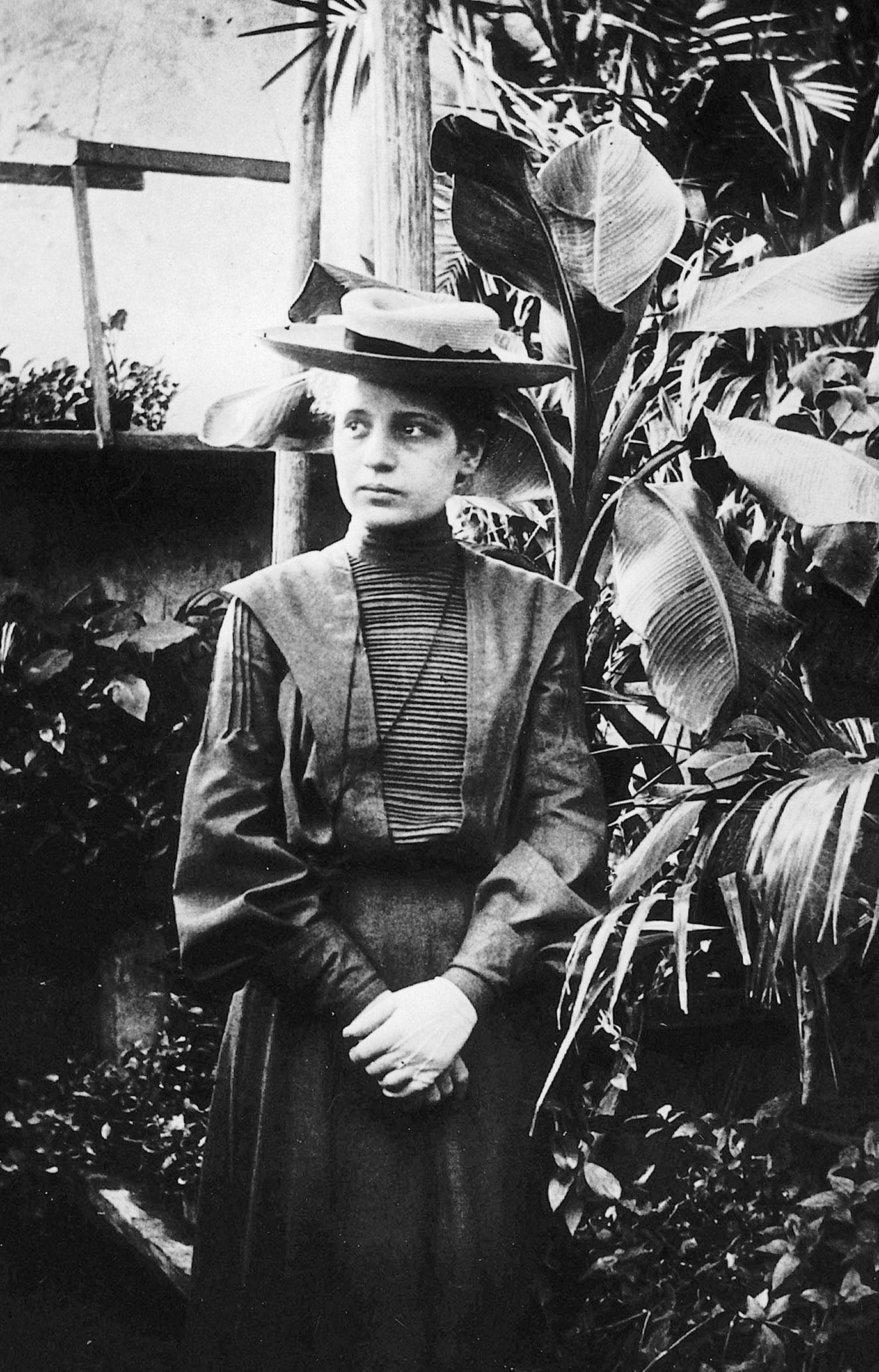
Lise Meitner 1958-ban kapta meg a város kitüntetését

- Albert Bassermann (1946. november 21.), színész
- Robert Stolz (1947. április 24.), zeneszerző
- Joseph Marx (1947. június 19.), zeneszerző
- Hans Finsterer (1947. június 24.), sebészprofesszor
- Paul Speiser (1947. július 21.), alpolgármester
- Conrad Lötsch (1948. február 20.), községi tanácsos
- Gabriele Proft (1949. február 18.), a Nemzeti Tanács képviselője
- Arnold Schönberg (1949. szeptember 14.), zeneszerző
- Karl Holey (1950. február 17.), építész, műemlékgondozó
- Josef Enslein (1950. március 23.), politikus
- Hans Preyer (1951. április 27.), kerületi elöljáró
- Ferdinand Buchberger (1951. október 26.), kerületi elöljáró
- Viktor Kritscha (1953. december 14.), a magisztrátus igazgatója
- Leopold Zechner (1954. június 18.), a Városi Iskolabizottság elnöke
- Johann Resch (1957. november 14.), városi tanácsos
- Leopold Thaller (1958. szeptember 19.), városi tanácsos
- Lise Meitner (1958. október 24.), atomfizikus
- Karl Honay (1959. június 26., posztumusz), alpolgármester
- Karl Maisel (1960. november 11.), szakszervezeti vezető és szociális miniszter
- Josef Afritsch (1961. március 10.), városi tanácsos, belügyminiszter
- Karl Lakowitsch (1962. február 16.), városi tanácsos
- Walter Kinzl (1962. szeptember 21.), a magisztrátus igazgatója
- Franz Koci (1964. július 31.), városi tanácsos
- Hans Mandl (1964. július 31.), alpolgármester
- Bruno Marek (1965. január 29.), polgármester
- Max Neugebauer (1965. július 30.), a Városi Iskolabizottság elnöke
- Franz Glaserer (1968. november 22.), városi tanácsos
- Rudolf Sigmund (1968. november 22.), városi tanácsos
- Clemens Holzmeister (1971. május 14.), építész
- Rosa Jochmann (1971. június 18.), ellenálló harcos
- Karl Waldbrunner (1971. november 19.), a Nemzeti Tanács elnöke, közlekedési miniszter
- Karl Mühlhauser (1974. szeptember 27.), a tartomány parlament elnöke
- Wilhelm Stemmer (1974. szeptember 27.), a tartomány parlament elnöke
- Maria Jacobi (1974. április 25.), városi tanácsos
- Fritz Wotruba (1975. október 17., posztumusz), szobrász
- Otto Probst (1976. december 16.), a Nemzeti Tanács elnöke, közlekedési miniszter
- Heinrich Drimmel (1977. február 28.), helyettes tartományi kormányzó
- Alfred Porges (1977. június 29.), a Szövetségi Tanács (Bundesrat) elnöke
- Hermann Schnell (1979. május 21.), a Városi Iskolabizottság elnöke
- Hans Böck (1979. június 27.), városi tanácsos
- Fritz Bock (1979. október 29.), alkancellár
- Hans Bock (1979. november 19.), alpolgármester
- Eduard Weikhart (1980. május 30.), államtitkár
- Heinz Nittel (1981. május 14., posztumusz), városi tanácsos
- Rudolf Ertl (1983. szeptember 30.), a magisztrátus igazgatója
- Otto Glück (1983. szeptember 30.), városi tanácsos
- Maria Hlawka (1983. szeptember 30.), a tartományi parlament (Landtag) elnöke
- Grete Rehor (1983. szeptember 30.), szociális miniszter
- Otto Schweda (1983. szeptember 30.), a tartományi parlament elnöke
- Franz Skotton (1983. szeptember 30.), a Szövetségi Tanács elnöke
- Robert Weisz (1983. szeptember 30.), a Nemzeti Tanács képviselője
- Rudolf Wurzer (1983. szeptember 30.), városi tanácsos, egyetemi tanár
- Karl Fellinger (1985. május 31.), orvosprofesszor
- Viktor Frankl (1985. május 31.), pszichiáter, egyetemi professzor
- Josef Holaubek (1985. szeptember 23.), rendőrfőnök
- Hubert Pfoch (1986. május 14.), a tartományi parlament elnöke
- Markus Bittner (1986. június 24.), a Városi Iskolabizottság alelnöke
- Leopold Mistiger (1989. április 24.), a Nemzeti Tanács képviselője
- Karl Vak (1990. február 7.), a Központi Takarékpénztár (Zentralsparkasse) elnöke
- Roland Rainer (1990. április 27.), építész, várostervező
- Erwin Ringel (1991. április 19.), pszichiáter, egyetemi professzor
- Hans Strotzka (1991. április 19.), pszichiáter, egyetemi professzor
- Viktor Matejka (1991. december 13.), városi tanácsos
- Marcel Prawy (1991. december 13.), zenei publicista
- Egon Seefehlner (1992. május 4.), az Állami Opera igazgatója
- Karl Vitaly (1992. november 26.), a Tlapa ruházati vállalat tulajdonosa
- Fritz Hofmann (1994. december 17.), a tartományi parlament elnöke
- Alois Stacher (1995. április 28.), városi tanácsos, a Vöröskereszt elnöke
- Friedrich Hahn (1995. október 5.), városi tanácsos
- Harald Leupold-Löwenthal (1995. október 5.), pszichiáter, egyetemi professzor
- Otto Pelzelmayer (1996. február 9.), városi tanácsos
- Günther Goller (1996. március 8.), városi tanácsos
- Leonie Rysanek (1997. május 28.), operaénekesnő
- Tassilo Broesigke (1997. november 27.), a Számvevőszék elnöke
- Kurt Tichy (1997. december 18.), fagylaltgyáros
- Paul Grosz (1998. december 17.), a Zsidó Hitközség tiszteletbeli elnöke
- Hans Matzenauer (1999. június 2.), a Városi Iskolabizottság elnöke
- Franz Nekula (2000. március 17.), városi tanácsos
- Carl Szokoll (2003. június 2.), ellenálló harcos
- Walter Nettig (2004. november 30.), a Bécsi Kereskedelmi Kamara elnöke
- Johanna Dohnal (2005. szeptember 29.), nőügyi miniszter
- Josef Veleta (2006. március 27.), városi tanácsos, a Nemzeti Tanács képviselője
- Maria Hampel-Fuchs (2006. június 30.), a tartományi parlament elnöke
- Ingrid Smejkal (2007. február 21.), alpolgármesternő és a tartományi parlament elnöke
- Karl Wlaschek (2007. december 13.), vállalkozó, a Billa üzletlánc alapítója
- Johann Hatzl (2009. február 13.), a tartományi parlament egykori elnöke (SPÖ)
- Rudolf Edlinger (2009. december 22.), egykori politikus (SPÖ) és labdarúgó-funkcionárius
- Ernst Theimer (2010. június 7.), a városi tanács egykori vezetője[1]
- Otto Schenk (2010. június 10.), színész, humorista, rendező[2]
- Franz Mrkvicka (2010. május 5.), kultúrtanácsos[3]
- Elfriede Ott (2011. május 9.), színésznő[4]
- Peter Schieder (2012. október 31.), a Nemzeti Tanács képviselője[5]

## Fordítás
- Ez a szócikk részben vagy egészben  a   Liste der Bürger ehrenhalber der Stadt Wien című német Wikipédia-szócikk ezen változatának fordításán alapul.  Az eredeti cikk szerkesztőit annak laptörténete sorolja fel. Ez a jelzés csupán a megfogalmazás eredetét és a szerzői jogokat jelzi, nem szolgál a cikkben szereplő információk forrásmegjelöléseként.